# Stactobia morettii
Stactobia morettii är en nattsländeart som beskrevs av Schmid 1959. Stactobia morettii ingår i släktet Stactobia och familjen smånattsländor. Inga underarter finns listade i Catalogue of Life.